# Тібс (Іллінойс)
Тібс (англ. Thebes) — селище (англ. village) в США, в окрузі Александер штату Іллінойс. Населення — 208 осіб (2020).

## Географія
Тібс розташований за координатами 37°12′42″ пн. ш. 89°27′13″ зх. д. / 37.21167° пн. ш. 89.45361° зх. д. (37.211668, -89.453487).  За даними Бюро перепису населення США в 2010 році селище мало площу 5,99 км², з яких 4,52 км² — суходіл та 1,47 км² — водойми.

## Демографія
Згідно з переписом 2010 року, у селищі мешкало 436 осіб у 155 домогосподарствах у складі 114 родин. Густота населення становила 73 особи/км².  Було 181 помешкання (30/км²).
Расовий склад населення:
| - 75,7 % — білих - 19,3 % — чорних або афроамериканців - 1,6 % — осіб інших рас |

До двох чи більше рас належало 3,4 %. Частка іспаномовних становила 3,7 % від усіх жителів.
За віковим діапазоном населення розподілялося таким чином: 33,7 % — особи молодші 18 років, 53,2 % — особи у віці 18—64 років, 13,1 % — особи у віці 65 років та старші. Медіана віку мешканця становила 28,3 року. На 100 осіб жіночої статі у селищі припадало 86,3 чоловіків;  на 100 жінок у віці від 18 років та старших — 85,3 чоловіків також старших 18 років.
Середній дохід на одне домашнє господарство  становив 31 349 доларів США (медіана — 21 875), а середній дохід на одну сім'ю — 35 103 долари (медіана — 25 469). За межею бідності перебувало 44,9 % осіб, у тому числі 70,2 % дітей у віці до 18 років та 7,1 % осіб у віці 65 років та старших.
Цивільне працевлаштоване населення становило 97 осіб. Основні галузі зайнятості: мистецтво, розваги та відпочинок — 18,6 %, публічна адміністрація — 16,5 %, роздрібна торгівля — 15,5 %.